# أرباع مقاطعة كولومبيا والأقاليم الأمريكية
أرباع مقاطعة كولومبيا والأقاليم الأمريكية هي سلسلة عملات تذكارية من عملة ربع دولار أمريكي سكتها دار السك الأمريكية في 2009، على العملات تصاميم مقاطعة كولومبيا وبورتوريكو وغوام وجزر العذراء الأمريكية وساموا الأمريكية وجزر ماريانا الشمالية. لا توجد تصاميم لجزر الولايات المتحدة الصغيرة النائية. على وجه العملة جورج واشنطن مل مع عملات الربع المصدرة في السنوات العشر الماضية. على ظهر العملة شعار E Pluribus Unum وتاريخ سك العملة.

## القائمة
| السنة | السنة | المقاطعة              | تاريخ الإصدار (تاريخ المنطقة) | العدد      | العدد      | العدد       | الصورة                           | التصميم | المصمم          |
| السنة | السنة | المقاطعة              | تاريخ الإصدار (تاريخ المنطقة) | دنفر       | فيلادلفيا  | المجموع     | الصورة                           | التصميم | المصمم          |
| ----- | ----- | --------------------- | ----------------------------- | ---------- | ---------- | ----------- | -------------------------------- | --- | --------------- |
| 2009  | 51    | واشنطن العاصمة        | 26 يناير 2009 (16 يوليو 1790) | 88,800,000 | 83,600,000 | 172,400,000 | District of Columbia quarter     | ديوك إلينغتون يعزف بيانو، وعبارتي: "Duke Ellington" و"Justice for all"                                                          | دون إيفرهارت    |
| 2009  | 52    | بورتوريكو             | 30 مارس 2009 (10 ديسمبر 1898) | 86,000,000 | 53,200,000 | 139,200,000 | Puerto Rico quarter              | Castillo San Felipe del Morro وأزهار maga. عبارة: "Isla del Encanto" (جزيرة السحر)                                              | جوزيف ف. مينا   |
| 2009  | 53    | غوام                  | 26 مايو 2009 (10 ديسمبر 1898) | 42,600,000 | 45,000,000 | 87,600,000  | Guam quarter                     | خريطة غوام وقارب proa وlatte stone. عبارة: "Guahan I Tanó ManChamorro" (غوام، أرض شعب شامورو).                                  | جيم ليكاريتز    |
| 2009  | 54    | ساموا الأمريكية       | 27 يوليو 2009 (17 أبريل 1900) | 39,600,000 | 42,600,000 | 82,200,000  | American Samoa quarter           | ava bowl ‏ وعصا توتو وشجرة جوز الهند في الخلفية. عبارة: "Samoa Muamua le Atua" (ساموا، الله أولا).                               | تشارلز ل. فيكرز |
| 2009  | 55    | جزر العذراء الأمريكية | 28 سبتمبر 2009 (31 مارس 1917) | 41,000,000 | 41,000,000 | 82,000,000  | U.S. Virgin Islands quarter      | خريطة الجزر الثلاث الرئيسية (سانت كروا وسانت توماس وسانت جون) ونخيلة وطائر الموز وtyre palm ‏. عبارة: "United in Pride and Hope" | جوزيف ف. مينا   |
| 2009  | 56    | جزر ماريانا الشمالية  | 30 نوفمبر 2009 (24 مارس 1976) | 37,600,000 | 35,200,000 | 72,800,000  | Northern Mariana Islands quarter | latte وزورق للسكان الأصليين الكارولينيين وطائري fairy terns.                                                                    | فيبي هيمفيل     |

## التصميم

### مقاطعة كولومبيا
أنشأ أدريان فينتي عمدة مقاطعة كولومبيا في 1 فبراير 2008 لجنة لتقدم المشورة بشأن تصميم ظهر عملة مقاطعة كولومبيا التذكارية. ستققوم اللجنة بجمع المعلومات العامة حول مفهوم التصميم المناسب للمقاطعة، وستقدم النتائج لدار سك العملة الأمريكية وفقًا للجدول الزمني الذي حددته دار سك العملة.
قدمت اللجنة لدار سك العملة في 25 فبراير 2008 ثلاث تصاميم لظهر عملة المنطقة وهي: علم المنطقة وبينجامين بانكر وديوك إلينغتون. اقترحت اللجنة وضع أيضا إحدى عبارتي "Taxation Without Representation" أو "No Taxation Without Representation"، اللذان يشيران إلى جهود المقاطعة في الحصول على التمثيل في الكونغرس.
رفضت دار سك العملة كلا العباراتين بسبب حظر طباعة نقوش جدلية العملات المعدنية. صرحت دار سك العملة أنه على أنها لا تتخذ أي موقف بشأن تمثيل المنطقة في الكونغرس، إلا أنها تعبر العبارة جدلية بسبب عدم وجود إجماع شعبي على هذه القضية.
تبعًا لذلك غيرت اللجنة العبارة إلى واستبدلت النص بـ "JUSTICE FOR ALL" (العدالة للجميع)، وهو الترجمة الإنجليزية لشعار المنطقة "JUSTITIA OMNIBUS". قامت المنطقة أيضًا بتغيير بعدلت عنصر التصميم من علم المنطقة إلى فريدريك دوغلاس وعدلت تصاميم بانكر وإلينغتون.
بعد تصويت سكان المنطقة أوصى العمدة فينتي دار سك العملة باختيار ديوك إلينغتون، وعبر عن خيبة أمل المنطقة بسبب منع دار سك العملة سك عبارة "Taxation Without Representation". وافق وزير الخزانة على التصميم في 31 يوليو/تموز 2008.

### بورتوريكو
وافق مجلس شيوخ بورتوريكو على قرار برنامج ربع دولار في يونيو 2008 بدعم من رئيس مجلس الشيوخ كينيث مكلينتوك وزعيم الأقلية في مجلس الشيوخ خوسيه لويس دالماو. صمم عملة بروتوريكو مبدأيا الممثل الأمريكي خوسيه سيرانو ثم طورته دار سك العملة الأمريكية. على هذا التصميم بريج وإطلالة على المحيط من سان خوان القديمة وزهرة شجرة ماجا وعبارة "Isla del Encanto" التي تعني "جزيرة السحر". كان ربع بورتوريكو أول عملة معدنية أمريكية عليها نقش باللغة الإسبانية .